# Profe en tu casa
Profe en tu casa es un programa de televisión colombiano producido por el Ministerio de Educación de Colombia. Fue creado con el objetivo de continuar con las clases escolares durante el estado de emergencia causado por el COVID-19.
Es emitido mediante televisión por Señal Colombia, Canal Institucional, Radio Nacional de Colombia (en simultáneo). 
También en canales regionales como Teleantioquia, Telecaribe, Telepacífico, Canal TRO, Canal Trece, Telecafé, Canal Capital, y Teleislas y a través de las emisoras comunitarias del país.

## Historia
La cuarentena en Colombia provocado por el COVID-19 obligó a las autoridades de continuar con la educación de los estudiantes de forma segura, y sin clases presenciales, para ello, algunas escuelas implementaron aulas virtuales en el hogar, Zoom, por ejemplo, facilito las clases a distancia gracias a su sistema de videollamadas. Sin embargo, y como complemento adicional, posiblemente también destinada a las familias que no cuentan con este tipo de clases, el Ministerio de Educación y las Tecnologías de Comunicaciones anuncia la creación de un programa educativo llamado "Profe en tu casa", con la finalidad de que los alumnos recuperen su año escolar mientras cumplen con la cuarentena. María Victoria Angulo, ministra de educación, afirmó que el lanzamiento se daría el 15 de marzo de 2020 por Señal Colombia.
El 30 de junio se lanza una franja en la cual se busca aprender la educación desde casa en actividades lúdicas, diversión y series animadas en Territorio Mágico. El 28 de febrero de 2022 se lanzó la tercera temporada del programa así permitiendo el regreso al clases presenciales tras del decreto del Ministerio de Educación, se conecta los estudiantes de los colegios oficiales en interactuación y conocimiento desde los planteles.